# Котов Борис Олександрович
Борис Олександрович Котов  (1909 — 1943) — радянський поет. Герой Радянського Союзу.

## Біографія
Народився 1909 році в селі Пахотний Кут Тамбовської облості в сім'ї вчителя. Після закінчення середньої школи працює секретарем сільради. У 1912 році родина переїхала в місто Усмань, де згодом він закінчив середню школу.
Працював секретарем сільради, брав участь у ліквідації безграмотності на селі. З 1929 року почав публікувати вірші в періодичних виданнях «Нове село», «Журнал селянської молоді», «Комбайн».
У 1931 році він приежайте до Горлівки, працює на шахті «Подземга». У Донбасі стає членом літературного об'єднання Союз пролетарських письменників Донбасу «Забой» при горлівської газети «Кочегарка». Друкувати вірші почав в газетах, журналі «Літературний Донбас». Перед самою війною Б. Котов підготував свій перший збірник. Але книга не встигла вийти в світ. Незабаром поет пішов на фронт.
У квітні 1942 року, незважаючи на те, що він за станом здоров'я був невійськовозобов'язаних, Борис Котов домігся призову в Червону Армію і з вересня 1942 перебував на фронтах Великої Вітчизняної війни. Служив у 737-му стрілецькому полку 206-ї стрілецької дивізії (47-а армія, Воронезький фронт).
26 серпня 1943 командир міномета 1-й мінометної роти сержант Котов у бою під Ново-Построінка знищив точним вогнем дві кулеметні точки супротивника, що дозволило радянським піхотинцям просунутися вперед. А 28 серпня під селом Переліски знищив до 15 солдатів противника. За цей епізод був нагороджений медаллю «За відвагу» (25 вересня 1943).
27 вересня 1943 Борис Котов у складі штурмової групи переправився через Дніпро. Вогнем свого міномета забезпечував переправу військ через річку. 29 вересня за відображенні контратаки противника вивів міномет на відкриту позицію і вів вогонь, поки не закінчилися міни. Після чого з гвинтівкою і гранатами кинувся в бій. Разом з іншими бійцями в рукопашному бою, гранатами і гвинтівкою знищував солдатів противника. У бою був убитий осколком міни.
Посмертно присвоєне звання Героя Радянського Союзу від 3 червня 1944 року. Посмертно прийнятий в союз радянських письмеників. Видавничим домом «Донбас» випустило дві його збірки віршів, зібрані донецьким критиком Н. Гончаровим.

### З подання до нагороди
Сержант Котов Борис Олександрович 27 вересня 1943 при форсуванні Дніпра в районі південної околиці Келеберда першим доставив свій міномет на вогневу позицію і відкрив швидкий вогонь по противнику.29 вересня 1943 противник зробив небезпечну контратаку на правий фланг наших бойових порядків на північний захід від дер. Пекарі. Помітивши скупчення піхоти противника, сержант Котов, встановивши свій міномет на відкритій позиції, відкрив влучний вогонь прямою наводкою. Німці наступали колонами, підтримані вогнем з самохідної гармати «Фердинанд». Розстрілявши запас хв, сержант Котов озброївся гвинтівкою і гранатами і, коли наша піхота піднялася для контрудару, тов. Котов кинувся на німців і вступив в рукопашний бій. Знищуючи ворогів гранатою, гвинтівкою і прикладом, тов. Котов наводив паніку в рядах супротивника і, коли німці подалися назад і почали тікати, переслідував ворогів. Своєю хоробрістю тов. Котов захоплював за собою інших бійців. Осколком міни тов. Котов був убитий. Він загинув смертю хоробрих у боротьбі за свою Батьківщину. Гідний посмертної вищого ступеня відзнаки — звання «Герой Радянського Союзу».- Командир 737 стрілецького полку майор Бєляєв, 25 жовтня 1943.

## Нагороди
Герой Радянського Союзу (3 червня 1944, посмертно)
Орден Леніна (3 червня 1944, посмертно)
медаль «За відвагу» (25 вересня 1943)

## Пам'ять
1953 року у Донецьку був видана перша збірка його віршів та фронтових листів, у 1960 році — збірка «Недоспівана пісня».
1999 року в Усмані був виданий збірник віршів та прози Бориса Котова «Гаряча пісня безсмертна». В книгу були включені фотографії зі сімейного архіву, представлені сестрою поета Ксенією.
У горлівській в школі №21 встановлено бюст Героя, а на будинку №2 по вулиці Волкова у Горлівці і на будівлі школи №1 у місті Усмань встановлені меморіальні дошки.
Ім'ям Героя названі вулиці в містах Горлівка та Усмань.
Герой Радянського Союзу Б. А. Котов посмертно прийнятий у члени Спілки письменників СРСР.